# أدولف هورفيتس
أدولف هورفيتس هو عالم رياضيات ألماني. ولد في 26 مارس 1859 وتوفي في 18 نوفمبر عام 1919. عمل على الجبر والتحليل الرياضي والهندسة الرياضية ونظرية الأعداد.